# Дідюков Василь
Василь Дідюков (?, Російська імперія — ?) — російський та український військовий діяч, полковник, командир Четвертої Золочівської бригади УГА.

## Життєпис

### В Українській Галицькій Армії
У 1918 році служив у Армії Української Держави на посаді помічника командира 8-го Подільського полку. 
Наприкінці 1918-го — командир Козятинської бригади, яку прислала Директорія на допомогу Галицькій армії. Очолив Четверту Золочівську бригаду УГА. Звільнився з УГА на початку березня 1919 року.